# Superprestige 2001-2002
Navigation
2000-2001 2002-2003
Le Superprestige 2001-2002 est la 20e édition du Superprestige, compétition qui se déroule entre le 21 octobre 2001 et le 23 février 2002 et composée de huit manches pour les élites hommes et juniors ayant lieu en Belgique, aux Pays-Bas et en France. Les classements sont remportés par le Belge Sven Nys pour la troisième fois chez les élites et par son compatriote Kevin Pauwels chez les juniors. C'est la première fois que les juniors participent au Superprestige.

## Barème
Les 20 premiers de chaque course marquent des points pour le classement général suivant le tableau suivant :
| Position           | 1er | 2e | 3e | 4e | 5e | 6e | 7e | 8e | 9e | 10e | 11e | 12e | 13e | 14e | 15e | 16e | 17e | 18e | 19e | 20e |
| Classement général | 30  | 25 | 21 | 18 | 16 | 15 | 14 | 13 | 12 | 11  | 10  | 9   | 8   | 7   | 6   | 5   | 4   | 3   | 2   | 1   |

## Hommes élites

### Résultats
| # | Date        | Lieu                                                     | Vainqueur           | Deuxième        | Troisième           | Leader du classement général   |
| - | ----------- | -------------------------------------------------------- | ------------------- | --------------- | ------------------- | ------------------------------ |
| 1 | 21 octobre  | Ruddervoorde (Cyclo-cross de Ruddervoorde)               | Bart Wellens        | Sven Nys        | Erwin Vervecken     | Bart Wellens                   |
| 2 | 4 novembre  | Sint-Michielsgestel (Cyclo-cross de Sint-Michielsgestel) | Erwin Vervecken     | Sven Nys        | Bart Wellens        | Bart Wellens / Erwin Vervecken |
| 3 | 11 novembre | Gavere (Cyclo-cross d'Asper-Gavere)                      | Sven Nys            | Tom Vannoppen   | Richard Groenendaal | Sven Nys                       |
| 4 | 25 novembre | Gieten (Cyclo-cross de Gieten)                           | Sven Nys            | Bart Wellens    | Tom Vannoppen       | Sven Nys                       |
| 5 | 8 décembre  | Hoogstraten (Vlaamse Aardbeiencross)                     | Erwin Vervecken     | Mario De Clercq | Sven Nys            | Sven Nys                       |
| 6 | 30 décembre | Diegem (Cyclo-cross de Diegem)                           | Erwin Vervecken     | Mario De Clercq | Peter Van Santvliet | Sven Nys                       |
| 7 | 10 février  | Harnes (Cyclo-cross de Harnes)                           | Richard Groenendaal | Erwin Vervecken | Sven Vanthourenhout | Erwin Vervecken                |
| 8 | 23 février  | Vorselaar (GP Fidea)                                     | Richard Groenendaal | Sven Nys        | Bart Wellens        | Sven Nys                       |

### Classement général[1]
| Pos | Coureur             | Points |
| --- | ------------------- | ------ |
| 1   | Sven Nys            | 177    |
| 2   | Erwin Vervecken     | 160    |
| 3   | Bart Wellens        | 153    |
| 4   | Mario De Clercq     | 142    |
| 5   | Tom Vannoppen       | 132    |
| 6   | Richard Groenendaal | 130    |
| 7   | Gerben de Knegt     | 121    |
| 8   | Peter Van Santvliet | 108    |
| 9   | Sven Vanthourenhout | 108    |
| 10  | Arne Daelmans       | 93     |

## Hommes juniors

### Résultats
| # | Date        | Lieu                                                     | Vainqueur         | Deuxième              | Troisième             | Leader du classement général |
| - | ----------- | -------------------------------------------------------- | ----------------- | --------------------- | --------------------- | ---------------------------- |
| 1 | 21 octobre  | Ruddervoorde (Cyclo-cross de Ruddervoorde)               | Kevin Pauwels     | Dieter Vanthourenhout | Nick Sels             | Kevin Pauwels                |
| 2 | 4 novembre  | Sint-Michielsgestel (Cyclo-cross de Sint-Michielsgestel) | Kevin Pauwels     | Dieter Vanthourenhout | Nick Sels             | Kevin Pauwels                |
| 3 | 11 novembre | Gavere (Cyclo-cross d'Asper-Gavere)                      | Jan Soetens       | Dieter Vanthourenhout | Jef De Boeck          |                              |
| 4 | 25 novembre | Gieten (Cyclo-cross de Gieten)                           | Kevin Pauwels     | Krzysztof Kuzniak     | Dieter Vanthourenhout |                              |
| 5 | 8 décembre  | Hoogstraten (Vlaamse Aardbeiencross)                     | Krzysztof Kuzniak | Kevin Pauwels         | Dieter Vanthourenhout |                              |
| 6 | 30 décembre | Diegem (Cyclo-cross de Diegem)                           | Mike Thielemans   | Jan Soetens           | Nick Sels             |                              |
| 7 | 10 février  | Harnes (Cyclo-cross de Harnes)                           | Geert Wellens     | Klaas Vantornout      | Tim Van Nuffel        |                              |
| 8 | 23 février  | Vorselaar (GP Fidea)                                     | Kevin Pauwels     | Nick Sels             | Krzysztof Kuzniak     | Kevin Pauwels                |

### Classement général
| Pos | Coureur               | Points |
| --- | --------------------- | ------ |
| 1   | Kevin Pauwels         |        |
| 2   | Dieter Vanthourenhout |        |
| 3   | Nick Sels             |        |